# 421
421 (CDXXI) fue un año común comenzado en sábado del calendario juliano, en vigor en aquella fecha.
En el Imperio romano, el año fue nombrado el del consulado de Agrícola y Eustacio, o menos comúnmente, como el 1174 Ab urbe condita, adquiriendo su denominación como 421 a principios de la Edad Media, al establecerse el anno Domini.

## Acontecimientos
- 8 de febrero: Constancio III se convierte en coemperador del Imperio romano de Occidente junto con Honorio hasta su muerte en septiembre.
- 7 de junio: Teodosio II, emperador romano de Oriente, se casa con Elia Eudocia.
- Teodosio II declara la guerra a Persia.
- Comienzo del reinado de Salomón I en Britania (hasta 435).
- Agustín de Hipona escribe Enchiridion ad Laurentium y De fide, spe, caritate.
- Fecha tradicional de la fundación de Venecia. (Según la leyenda, el día de la Ascensión, pero se cree que la fecha real es un siglo más tarde).

## Fallecimientos
- 2 de septiembre: Constancio III, general romano y coemperador del Imperio romano de Occidente.
- Emperador Gong, de la Dinastía Jin (265-420) en China.